# 재이
재이(Jei, 본명: 김진희 (金珍希), 1989년 9월 5일 ~ )는 대한민국의 가수이자 배우로, 과거 피에스타의 일원이였다. 2020년 10월 9일 일반인 남자친구와 백년가약을 맺는다.

## 학력
- 동덕여자대학교 방송연예학

## 출연 작품

### 드라마
- 2013년 KBS2 수목드라마 《예쁜 남자》
- 2014년 SBS 수목드라마 《내겐 너무 사랑스러운 그녀》
- 2014년 월요드라마 《잉여공주》 - 한국자 역
- 2015년 웹드라마 《대세는 백합》 - 선우은숙 역
- 2016년 OCN 주말드라마 《뱀파이어 탐정》 - 세라 역
- 2017년 웹드라마 《나의 아름다운 신분 세탁소》 - 혜나 역
- 2018년 웹드라마 《회사를 관두는 최고의 순간》 - 남희 역
- 2018년 웹드라마 《품위있는 여군의 삽질로맨스》 - 안지원 상병 역
- 2019년 MBC 수목드라마 《더 뱅커》 - 조현아 역
- 2019년 JTBC 월화드라마 《꽃파당: 조선혼담공작소》 - 마화정 역 (특별출연)